# Anton Sergejewitsch Nasarenko
Anton Sergejewitsch Nasarenko (russisch Антон Сергеевич Назаренко, englische Transkription Anton Nazarenko; * 24. Juli 1984) ist ein russischer Badmintonspieler. 

## Karriere
Anton Nasarenko gewann in Russland sechs Juniorentitel und zweimal Bronze bei der Junioreneuropameisterschaft 2003. Außerhalb seiner Heimat war er unter anderem bei den Norwegian International, Slovak International und den Estonian International erfolgreich.